# کوزلوفسکایا (استان آرخانگلسک)
کوزلوفسکایا (به لاتین: Kozlovskaya) یک منطقهٔ مسکونی در روسیه است که در استان آرخانگلسک واقع شده‌است.